# Gerbillus garamantis
Espèce
Synonymes
- Gerbillus nanus Blanford, 1875 (préféré par UICN)
- Gerbillus quadrimaculatus Lataste, 1882
- Gerbillus vivax (Thomas, 1902)

Statut de conservation UICN

 LC  : Préoccupation mineure
Gerbillus garamantis ou Gerbillus (Hendecapleura) garamantis est une espèce qui fait partie des rongeurs. C'est une gerbille de la famille des Muridés que l'on rencontre au nord ouest de l'Afrique et aussi du Moyen-Orient jusqu'au nord ouest de l'Inde.